# Lobodaș, Cluj
Lobodaș este un sat în comuna Ploscoș din județul Cluj, Transilvania, România.
Localitatea actuală nu apare pe Harta Iosefină a Transilvaniei din 1769-1773 (Sectio 096). 

## Date geografice
Altitudinea medie: 420 m. 
Pe văile largi se găsesc mlaștini sărate; coastele dealurilor prezintă fenomene fecvente de alunecare; în multe locuri sarea apare la suprafața terenului (aflorimente ale masivului de sare). 

## Economie
Din punct de vedere economic este o regiune săracă.